# ピエトロ・ブルーノ
ピエトロ・ブルーノ(イタリア語: Pietro Bruno、1920年4月12日 - 1942年11月4日)は、イタリアの軍人。最終階級は陸軍中尉。

## 経歴
1920年4月12日、イタリア王国チェントゥーリペに生まれた。
第二次世界大戦では第132装甲師団 アリエテ第132戦車連隊第10戦車大隊第1戦車中隊に所属し、中戦車M14/41に搭乗していた。
1942年11月3日からの第二次エル・アラメインの戦いにブルーノは参戦している。この日、彼は偵察中に右の肩を負傷したが指揮をとり続けた。翌日、追い込まれたエルヴィン・ロンメル率いるドイツアフリカ軍団は退却を余儀なくされたが、ブルーノの部隊はその場に留まり、他の部隊の撤退を援護した。戦車のハッチを吹き飛ばされたことにより彼は顔面を負傷したが退却はせず、血にまみれながらも果敢に攻撃をし続けた。しかし、直撃弾を受けたことにより戦車が爆発、彼は戦死した。
死後、ブルーノの武勲に対してイタリア王国軍人にとって最高の名誉である武功黄金勲章が追贈された。

## 叙勲
- 武功黄金勲章（英語版）